# مليح صالح شكر
مليح صالح شكر باحث وأكاديمي عراقي متخصص قي تاريخ الصحافة العراقية.[بحاجة لمصدر]

## حياته
ولد في بغداد، رخيتة في الكرادة الشرقية، عام ١٩٤٢، قضى طفولته في محلة كهوة شكر في أول شارع الكفاح باتجاه باب الشيخ. وبحكم الوظيفة عاش صباه في قضاء عنه بمحافظة الأنبار ودرس المرحلتين الابتدائية والمتوسطة فيها. عاد إلى بغداد عام ١٩٦١، وأكمل الدراسة المتوسطة في متوسطة المثنى قرب الجسر الحديدي في البداية ومن ثم انتقل إلى شارع عمر بن عبد العزيز بالاعظمية، وأكمل الدراسة الثانوية في ثانوية الاعظمية. حصل على شهادة بكالوريوس اداب في الصحافة من كلية الآداب بجامعة بغداد في أول مجموعة عراقية درست الصحافة أكاديمياً، وتخرج في ٦ تموز عام ١٩٦٨. حصل على أول وظيفة صحفية مراسلاً للوكالة العربية السورية للأنباء، (سانا) قبل تخرجه، أستمر فيها حتى كانون الأول عام ١٩٧٠، فقدم استقالته منها، لينتسب لوكالة الأنباء العراقية، (واع). وفيها، مارس كل أنواع المهام الصحفية، مندوباً، ومحرراً، ومراسلاً، ومدير قسم، وسكرتير تحرير، وتنقل مراسلاً لواع في القاهرة والجزائر والأمم المتحدة في نيويورك، ظل مراسلا لوكالة الانباء العراقية في نيويورك حتى احتلال بغداد عام 2003. حصل عام ١٩٨٧ على شهادة الدكتوراه من جامعة أكستر البريطانية، عن أطروحته (الصحافة والحكومة في العراق ١٩٣٢-١٩٦٧)، واصدر كتابين هما، (تاريخ الصحافة العراقية في العهدين الملكي والجمهوري)، بيروت عام ٢٠١٠، و(دفاتر صحفية عراقية) عن الصحافة العراقية لفترة ما بعد تموز عام ١٩٦٨، عمان ٢٠١٨، وله مقالات كثيرة في صحف ومجلات عراقية وعربية، وصفحات إلكترونية عراقية وعربية. يعيش في نيويورك منذ تقاعده من العمل الصحفي في (واع)، عام١٩٩٧. ينتمي مليح صالح شكر لعائلة معروفة في عالم الصحافة والثقافة في انحاء العراق لابل حتى على مستوى الوطن العربي. هو نجل الصحفي والأعلامي المعروف صاحب المواقف الوطنية إبراهيم صالح شكر وابن خالة الشخصية المعروفة زهير أحمد القيسي.

## نتاجه الأدبي
للكاتب ثلاثة كتب وثائقية هي:
| العنوان                                                        | اللغة   | الناشر                  | سنة النشر | عدد الصفحات | الرقم الدولي         | المصدر                  |
| -------------------------------------------------------------- | ------- | ----------------------- | --------- | ----------- | -------------------- | ----------------------- |
| تاريخ الصحافة العراقية في العهدين الملكي والجمهوري 1932 - 1967 | العربية | الدار العربية للموسوعات | 2010      | 544         | (ردمك 9789953563015) | [ 3 ] [ 4 ] [ 5 ] [ 6 ] |
| تراث إبراهيم صالح شكر                                          | العربية | دار الكندي              | 2019      | لا يوجد     | لا يوجد              | [ 7 ]                   |
| دفاتر صحفية عراقية عن حالة الصحافة بعد عام 1968                | العربية | دار البداية             | 2017      | لا يوجد     | لا يوجد              | [ 1 ] [ 8 ]             |